# Jas Gawronski
Jas Gawronski, również Jaś Gawroński (ur. 7 lutego 1936 w Wiedniu) – włoski polityk i dziennikarz polskiego pochodzenia, były poseł do Parlamentu Europejskiego z ramienia Europejskiej Partii Ludowej.

## Życiorys
Ukończył w 1958 studia prawnicze na jednym z rzymskich uniwersytetów. Przez lata pracował jako dziennikarz, był korespondentem dziennika „Il Giorno in Europa dell'Est”, a następnie współpracownikiem redakcji i korespondentem zagranicznym RAI (m.in. w Moskwie i Warszawie). W 1989 został członkiem rady nadzorczej gazety „La Stampa”.
W latach 80. zasiadał w radzie miejskiej w Turynie, następnie w radzie regionu Piemont. Od 1981 do 1994 sprawował mandat posła do Parlamentu Europejskiego. Działalność polityczną rozpoczynał w ramach Włoskiej Partii Republikańskiej. W 1994 został jednym z założycieli partii Forza Italia, w tym samym roku na kilka miesięcy objął funkcję rzecznika premiera Silvia Berlusconiego.
Od 1996 do 1999 był członkiem Senatu XIII kadencji. W 1999 i 2004 ponownie wybierano go do Parlamentu Europejskiego z ramienia FI, przekształconej następnie w Lud Wolności. W 2009 nie ubiegał się o reelekcję.
Został odznaczony Krzyżem Komandorskim Orderu Zasługi Rzeczypospolitej Polskiej (1993).

## Życie prywatne
Jest synem Jana Gawrońskiego, ostatniego przedwojennego ambasadora Polski w Wiedniu, oraz Luciany Frassati-Gawrońskiej, działaczki społecznej i konspiracyjnej. Jego dziadek Alfredo Frassati był założycielem dziennika „La Stampa”, a brat matki Pier Giorgio Frassati został ogłoszony błogosławionym Kościoła katolickiego.
Mówi płynnie w języku polskim.